# C. Pope Caldwell
Charles Pope Caldwell (ur. 18 czerwca 1875 w Bastrop, zm. 31 lipca 1940 w Sunnyside w Nowym Jorku) – amerykański polityk, członek Partii Demokratycznej.

## Działalność polityczna
W okresie od 4 marca 1915 do 3 marca 1921 przez trzy kadencje był przedstawicielem 2. okręgu wyborczego w stanie Nowy Jork w Izbie Reprezentantów Stanów Zjednoczonych.